# 托利斯 (东比利牛斯省)
托利斯（法語：Taulis，法語發音：[tolis] ⓘ）是法国东比利牛斯省的一个市镇，属于塞雷区。

## 地理
托利斯（42°31'26"N, 2°37'57"E）面积6.19 平方千米，位于法国奧克西塔尼大區东比利牛斯省，该省份为法国大陆部分最南部的省份，涵盖了北加泰罗尼亚，北起奥德省，西接阿列日省和安道尔，南与西班牙接壤，东临地中海。
与托利斯接壤的市镇（或旧市镇、城区）包括：圣马萨尔、蒙博洛、科尔萨维。

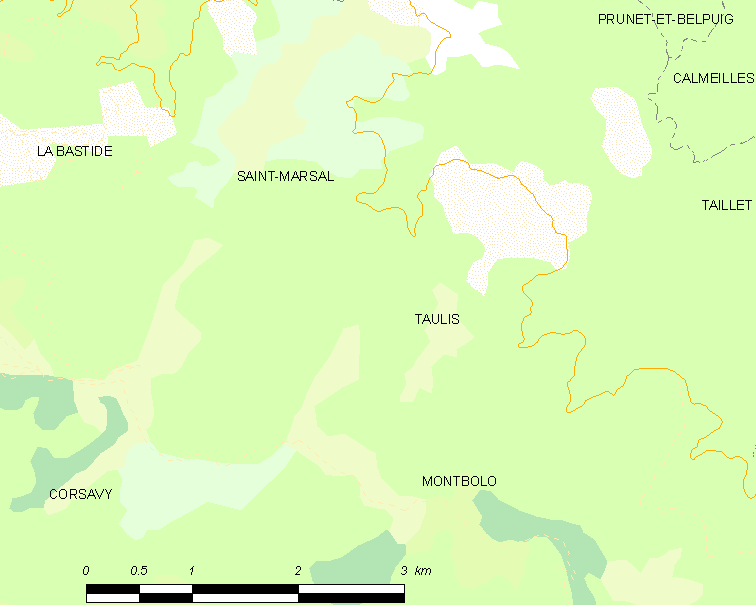
的OSM定位图

托利斯的时区为UTC+01:00、UTC+02:00（夏令时）。

## 行政
托利斯的邮政编码为66110，INSEE市镇编码为66203。

## 政治
托利斯所属的省级选区为勒卡尼古县。

## 人口

1962-2008年间人口变化图示

托利斯于2022年1月1日时的人口数量为58人。